# Lycodapus antarcticus
Lycodapus antarcticus är en fiskart som beskrevs av Tomo 1982. Lycodapus antarcticus ingår i släktet Lycodapus och familjen tånglakefiskar. Inga underarter finns listade i Catalogue of Life.